# 阿爾瓦 (密西西比州)
阿爾瓦（英語：Alva）是位於美國密西西比州蒙哥馬利縣的非建制地區。

## 地理
阿爾瓦所處的海拔為高於海平面103米（即338英呎），而該地所採用的時區為UTC-6，即北美中部時區（CST）。同時該地設有夏令時間，為UTC-6調快一小時，即UTC-5（CDT）。